# Les Avenières-Veyrins-Thuellin
Les Avenières-Veyrins-Thuellin è un comune francese del dipartimento dell'Isère della regione dell'Alvernia-Rodano-Alpi.
È stato creato il 1º gennaio 2016 dalla fusione dei preesistenti comuni di Les Avenières e Veyrins-Thuellin.
Il capoluogo è la località di Les Avenières.